# Élections générales québécoises de 1897
L'élection générale québécoise de 1897 est tenue le 11 mai 1897 afin d'élire à l'Assemblée législative du Québec les députés de la 9e législature. Il s'agit de la 9e élection générale dans cette province du Canada depuis la confédération de 1867. Le Parti libéral du Québec, dirigé par Félix-Gabriel Marchand, est porté au pouvoir, défaisant le gouvernement conservateur d'Edmund James Flynn et formant un gouvernement majoritaire.

## Contexte
Charles-Eugène Boucher de Boucherville, après avoir servi un an comme premier ministre conservateur, avait cédé son poste à Louis-Olivier Taillon le 16 décembre 1892. Celui-ci gouverne pendant trois ans et demi, jusqu'au 11 mai 1896 lorsqu'il fait le saut au cabinet fédéral. Edmund James Flynn lui succède au poste de premier ministre du Québec. Le terme constitutionnel arrivant à son échéance en 1897, Flynn déclenche une élection pour le 11 mai.
En juin 1896, les libéraux de Wilfrid Laurier avaient été portés au pouvoir à Ottawa après plusieurs années de gouvernement conservateur. Dans la foulée de la vague libérale qui avait porté son homologue fédéral au pouvoir, Félix-Gabriel Marchand et ses libéraux provinciaux remportèrent une victoire convaincante sur les conservateurs, qui ne reprendront jamais le pouvoir au Québec et cesseront d'exister en 1936 lorsque le parti fusionne avec l'Action libérale nationale pour former l'Union nationale. Les libéraux, quant à eux, entament une longue période de 39 ans au pouvoir sans interruption avec cette élection.
L'ajout de la circonscription des Îles-de-la-Madeleine porte le nombre de sièges de députés à 74.

## Dates importantes
- 27 février 1897 : Émission du bref d'élection.
- 11 mai 1897 : scrutin
- 23 novembre 1897 : ouverture de la session.

## Résultats
| Libéral   | Conservateur |
| 51 sièges | 23 sièges    |
| ^         |              |
| majorité  |              |

### Résultats par parti politique
| Partis | Partis                   | Chef                     | Candidats | Sièges | Sièges | Voix    | Voix   | Voix    |
| Partis | Partis                   | Chef                     | Candidats | 1892   | Élus   | Nb      | %      | +/-     |
| --- | ------------------------ | ------------------------ | --------- | ------ | ------ | ------- | ------ | ------- |
| | Libéral                  | Félix-Gabriel Marchand   | 72        | 21     | 51     | 120 300 | 53,3 % | +9,63 % |
| | Conservateur             | Edmund James Flynn       | 67        | 51     | 23     | 98 941  | 43,8 % | -8,59 % |
| | Libéral indépendant      | Libéral indépendant      | 6         | -      | -      | 2 891   | 1,3 %  | +0,17 % |
| | Conservateur indépendant | Conservateur indépendant | 2         | 1      | 0      | 2 210   | 1 %    | +0,34 % |
| | Ouvrier                  |                          | 1         | -      | -      | 388     | 0,2 %  | -0,99 % |
| | Indépendant              | Indépendant              | 1         | -      | -      | 1 049   | 0,5 %  | +0,45 % |
| Total | Total                    | Total                    | 149       | 73     | 74     | 225 779 | 100 %  |         |
| Le taux de participation lors de l'élection était de 68,9 % et 2 393 bulletins ont été rejetés. Il y avait 338 800 personnes inscrites sur la liste électorale pour l'élection, toutefois seules 331 020 personnes avaient plus d'un candidat dans leur district. |                          |                          |           |        |        |         |        |         |

Élus sans opposition : 1 conservateur, 1 libéral.

### Résultats par circonscription
- Argenteuil : William Alexander Weir (Parti libéral)
- Arthabaska : Joseph-Éna Girouard (Parti libéral)
- Bagot : Milton McDonald (Parti conservateur)
- Beauce : Henri-Séverin Béland (Parti libéral)
- Beauharnois : Élie-Hercule Bisson (Parti libéral)
- Bellechasse : Adélard Turgeon (Parti libéral)
- Berthier : Cuthbert-Alphonse Chênevert (Parti libéral)
- Bonaventure : François-Xavier Lemieux[2] (Parti libéral)
- Brome : Henry Thomas Duffy (Parti libéral)
- Chambly : Antoine Rocheleau (Parti libéral)
- Champlain : Pierre Grenier (Parti conservateur)
- Charlevoix : Pierre D'Auteuil (Parti conservateur)
- Châteauguay : Joseph-Émery Robidoux (Parti libéral)
- Chicoutimi-Saguenay : Honoré Petit (Parti conservateur)
- Compton : James Hunt (Parti libéral)
- Deux-Montagnes : Hector Champagne (Parti libéral)
- Dorchester : Louis-Philippe Pelletier (Parti conservateur)
- Drummond : William John Watts (Parti libéral)
- Gaspé : Edmund James Flynn (Parti conservateur)
- Hochelaga : Daniel-Jérémie Décarie (Parti libéral)
- Huntingdon : George Washington Stephens (Parti libéral)
- Iberville : François Gosselin (Parti libéral)
- Iles-de-la-Madeleine : Patrick Peter Delaney (Parti libéral)
- Jacques Cartier : Joseph-Adolphe Chauret (Parti libéral)
- Joliette : Joseph-Mathias Tellier (Parti conservateur)
- Kamouraska : Louis-Rodolphe Roy (Parti libéral)
- Lac-Saint-Jean : Joseph Girard (Parti conservateur)
- La Prairie : Côme-Séraphin Cherrier (Parti libéral)
- L'Assomption : Joseph Marion (Parti conservateur)
- Laval : Pierre-Évariste Leblanc (Parti conservateur)
- Lévis : François-Xavier Lemieux[2] (Parti libéral)
- L'Islet : François-Gilbert Miville Dechêne (Parti libéral)
- Lotbinière : Édouard-Hippolyte Laliberté (Parti libéral)
- Maskinongé : Hector Caron (Parti libéral)
- Matane : Louis-Félix Pinault (Parti libéral)
- Mégantic : George Robert Smith (Parti libéral)
- Missisquoi : John Charles McCorkill (Parti libéral)
- Montcalm : Pierre-Julien-Léonidas Bissonnette (Parti libéral)
- Montmagny : Joseph-Couillard Lislois (Parti libéral)
- Montmorency : Édouard Bouffard (Parti conservateur)
- Montréal no 1 : Georges-Albini Lacombe (Parti libéral)
- Montréal no 2 : Lomer Gouin (Parti libéral)
- Montréal no 3 : Henri-Benjamin Rainville (Parti libéral)
- Montréal no 4 : Albert William Atwater (Parti conservateur)
- Montréal no 5 : Robert Bickerdike (Parti libéral)
- Montréal no 6 : James John Guerin (Parti libéral)
- Napierville : Cyprien Dorris (Parti libéral)
- Nicolet : Georges Ball (Parti conservateur)
- Ottawa :  Charles Beautron Major (Parti libéral)
- Pontiac : David Gillies (Parti libéral)
- Portneuf : Jules Tessier (Parti libéral)
- Québec-Centre : Amédée Robitaille (Parti libéral)
- Québec (comté) : Némèse Garneau (Parti libéral)
- Québec-Est : Joseph Shehyn (Parti libéral)
- Québec-Ouest : Félix Carbray (Parti conservateur)
- Richelieu : Louis-Pierre-Paul Cardin (Parti libéral)
- Richmond : Joseph Bédard (Parti conservateur)
- Rimouski : Auguste Tessier (Parti libéral)
- Rouville : Alexandre-Napoléon Dufresne (Parti conservateur)
- Saint-Hyacinthe : Georges-Casimir Dessaulles (Parti libéral)
- Saint-Jean : Félix-Gabriel Marchand (Parti libéral)
- Saint-Maurice : Nérée LeNoblet Duplessis (Parti conservateur)
- Saint-Sauveur : Simon-Napoléon Parent (Parti libéral)
- Shefford : Tancrède Boucher de Grosbois (Parti libéral)
- Sherbrooke : Louis-Edmond Panneton (Parti conservateur)
- Soulanges : Avila-Gonzague Bourbonnais (Parti libéral)
- Stanstead : Michael Felix Hacket (Parti conservateur)
- Témiscouata : Félix-Alonzo Talbot (Parti libéral)
- Terrebonne : Guillaume-Alphonse Nantel (Parti conservateur)
- Trois-Rivières : Télesphore-Eusèbe Normand (Parti conservateur)
- Vaudreuil : Émery Lalonde (fils) (Parti libéral)
- Verchères : Étienne Blanchard[3] (Parti libéral)
- Wolfe : Jérôme-Adolphe Chicoyne (Parti conservateur)
- Yamaska : Albéric-Archie Mondou[4] (Parti conservateur)

## Sources
- Section historique du site de l'Assemblée nationale du Québec
- Jacques Lacoursière, Histoire populaire du Québec, t. 4, Sillery (Québec), Septentrion, 1997.
- Élection générale 11 mai 1897 — QuébecPolitique.com